# Heman Bekele
Heman Bekele (Amhaarsː ሄማን በቀለ; Addis Abeba, Ethiopië, 2009 ) is een jonge Ethiopisch-Amerikaanse chemicus . De tiener werd internationaal bekend in augustus 2024 toen het Amerikaanse tijdschrift Time een cover aan hem wijdde als kind van het jaar van de publicatie (TIME's 2024 Kid of the Year). Het jaar daarvoor had hij de wedstrijd voor de beste jonge wetenschapper van de Verenigde Staten (Amerika's Top Young Scientist) gewonnen met zijn revolutionaire uitvinding, een goedkoop stuk zeep dat huidkanker kon behandelen.

## Biografie
Heman Bekele werd in 2009 geboren in de Ethiopische hoofdstad Addis Abeba, in een gezin uit de middenklasse. Zijn ouders emigreerden naar de Verenigde Staten toen Heman vier jaar was. Zijn moeder, Muluemebet Getachew, is lerares en zijn vader, Wondwossen Bekele, is een HR-specialist bij het United States Agency for International Development. Hij heeft twee zussen. Een van de herinneringen die hem als kind in Afrika het meest troffen, was toen hij arbeiders zag werken onder een brandende zon.
In oktober 2023 werd de tiener, die studeert aan de Woodson High School in Fairfax County in Virginia, door het bedrijf 3M en Discovery Education uit tien kandidaten gekozen tot winnaar van de Young Scientist Challenge en ontving een prijs van 25.000 Amerikaanse dollars. voor zijn revolutionaire uitvinding: een zeep die huidkanker kan behandelen en zelfs voorkomen. 
Bekele heeft zijn zeep ontwikkeld met behulp van een formule op basis van salicylzuur, glycolzuur en tretinoïne waarmee de dendritische cellen kunnen worden gereactiveerd, die essentieel zijn voor het immuunsysteem, omdat ze het zoeken en detecteren van ziekteverwekkers mogelijk maken. De uitvinding biedt ook een groot economisch voordeel, aangezien de prijs van de zeep gelijk zou zijn aan ongeveer 50 cent, terwijl de kosten van een traditionele chemotherapie in de Verenigde Staten gemiddeld bijna 40.000 dollar bedragen.
Het jaar daarop, op 15 augustus 2024, verscheen Heman Bekele op de cover van Time Magazine en werd hij uitgeroepen tot "TIME's 2024 Kid of the Year".